# Reppe (België)
Reppe is een gehucht in de Belgische provincie Namen. Het ligt in Seilles in de gemeente Andenne, anderhalve kilometer ten oosten van het centrum van Seilles langs de Maas.

## Geschiedenis
De Ferrariskaart uit de jaren 1770 toont de plaats als het dorpje Reppe in het Graafschap Namen, tegen de grens met het Prinsbisdom Luik.
Op het eind van het ancien régime werd Reppe een gemeente in de provincie Luik en omvatte ook de gehuchtjes Géron, Wanhériffe en Bourrie. De kleine gemeente werd in 1822 opgeheven en aangehecht bij Couthuin.
Halverwege de 19de eeuw werd in de Maasvallei de spoorlijn Namen - Luik aangelegd, die langs Reppe liep. De oevers van de Maas raakten hier in de 20ste eeuw volgebouwd met industrie.
Bij de gemeentelijke herindeling van 1977 kwam Reppe bij Seilles, dat een deelgemeente werd van Andenne in de provincie Namen

## Bezienswaardigheden
- De 11de-eeuwse romaanse Église Saint-Martin